# Myopias maligna
Myopias maligna är en myrart som först beskrevs av Smith 1861.  Myopias maligna ingår i släktet Myopias och familjen myror.

## Underarter
Arten delas in i följande underarter:
- M. m. maligna
- M. m. punctigera